# Robot
 (février 2025).
Si vous disposez d'ouvrages ou d'articles de référence ou si vous connaissez des sites web de qualité traitant du thème abordé ici, merci de compléter l'article en donnant les références utiles à sa vérifiabilité et en les liant à la section « Notes et références ».
Pour les articles homonymes, voir Robot (homonymie).
Pour l’article ayant un titre homophone, voir Robo.
Cet article concerne les robots matériels. Pour les robots purement logiciels, voir Bot informatique. Pour les appareils utilisés dans la cuisine, voir Robot de cuisine.

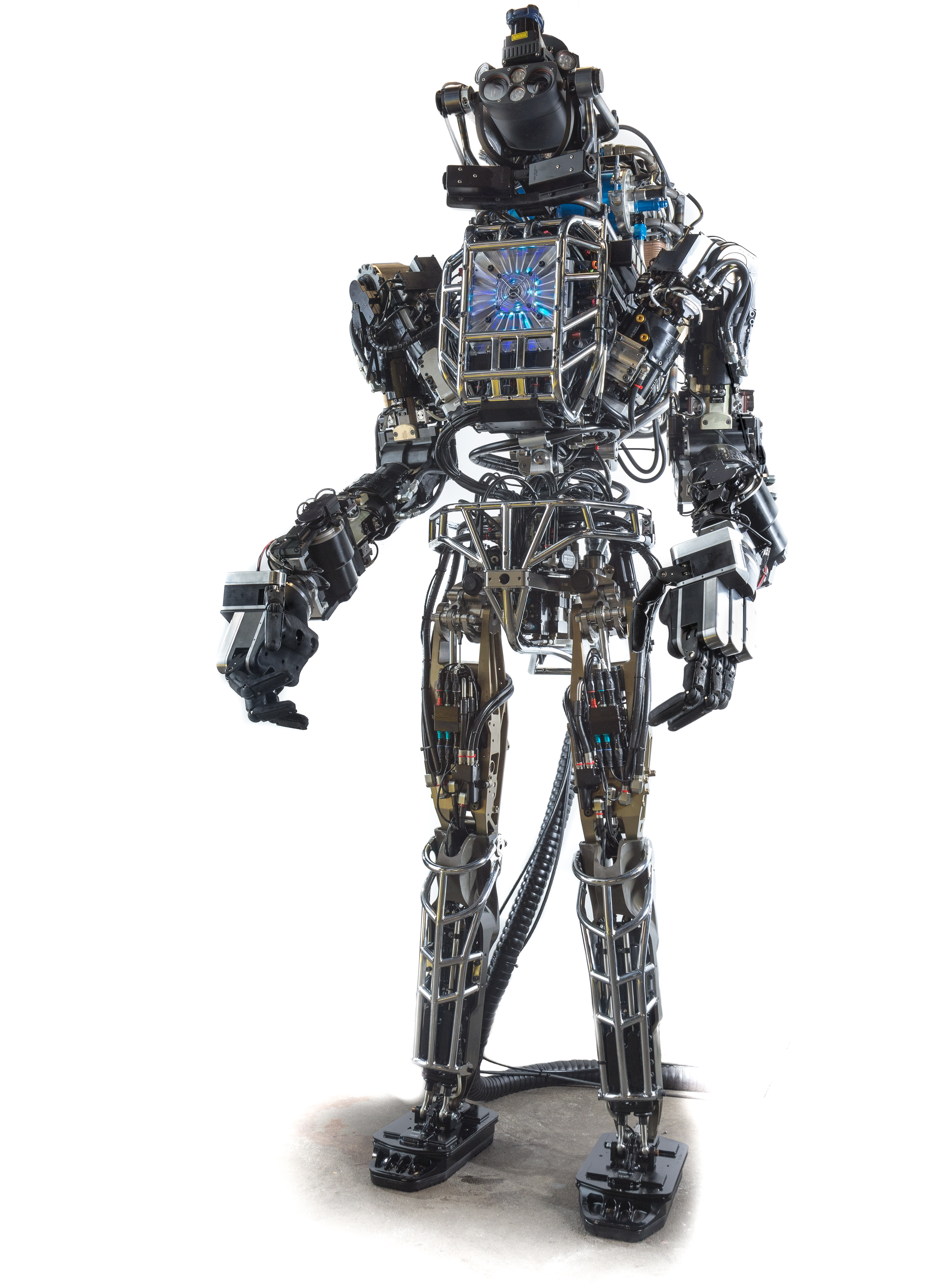
Atlas (2013), robot androïde de Boston Dynamics

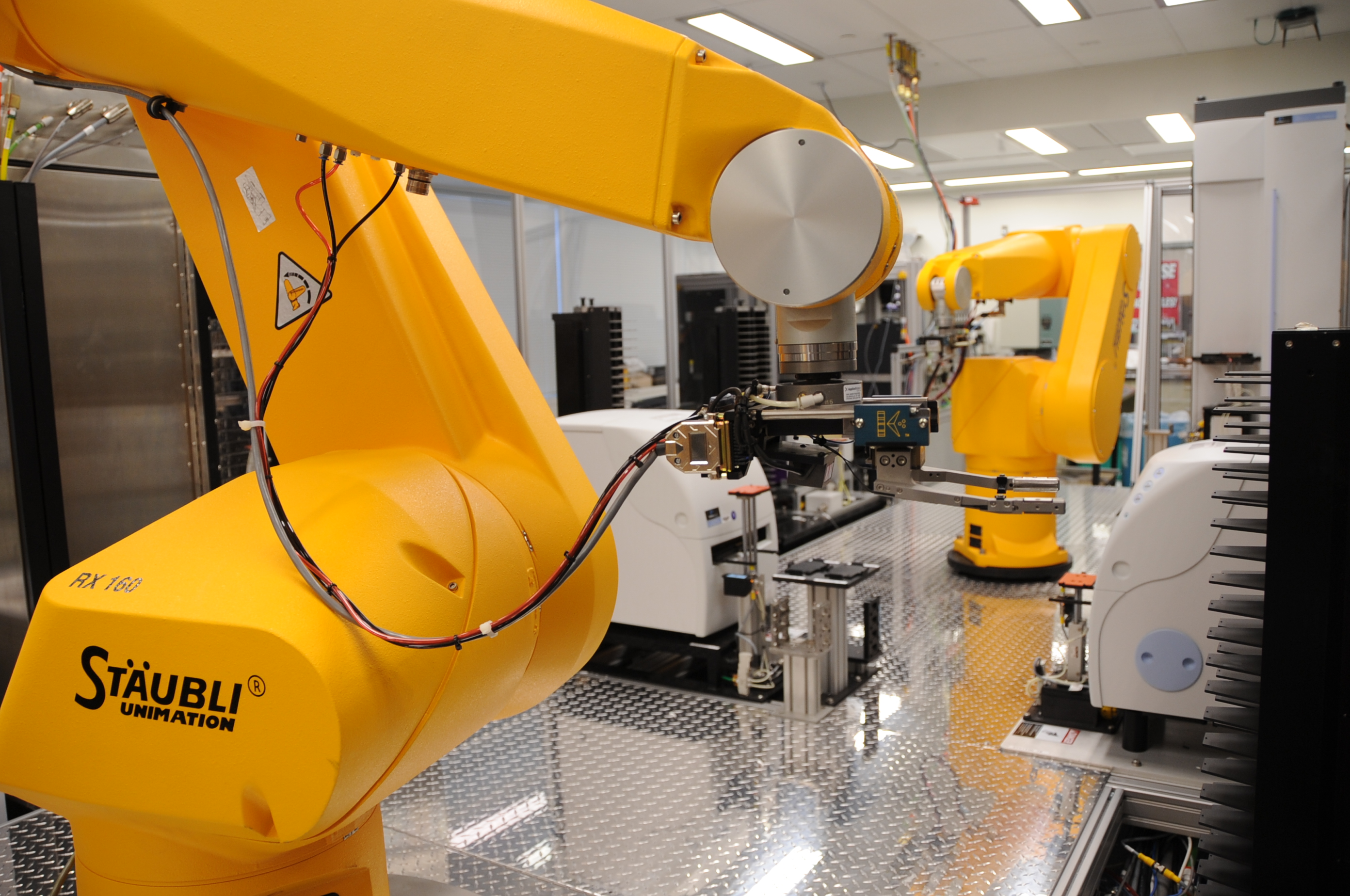
Bras manipulateurs dans un laboratoire (2009)

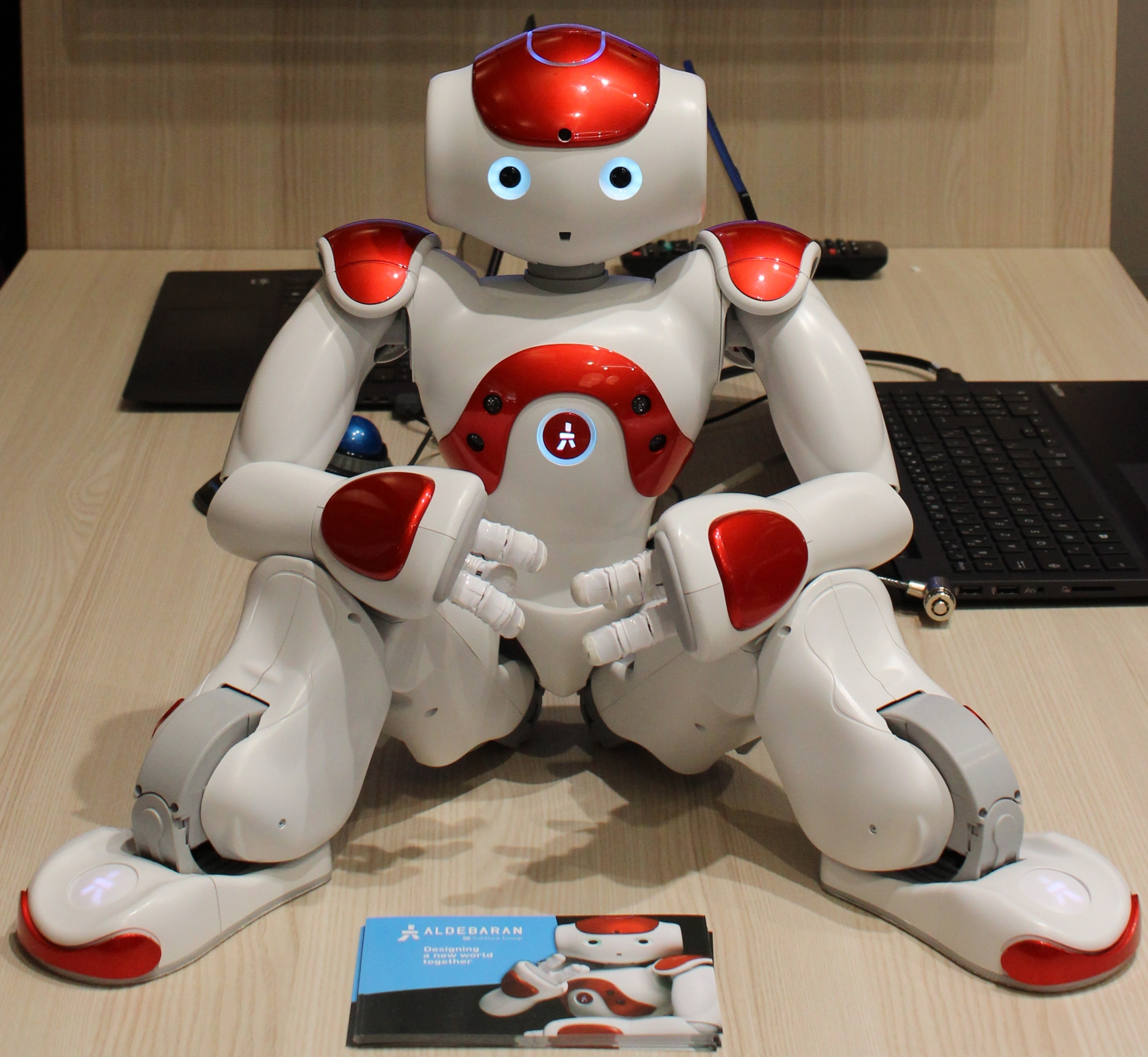
NAO (2006), robot humanoïde éducatif d'Aldebaran Robotics

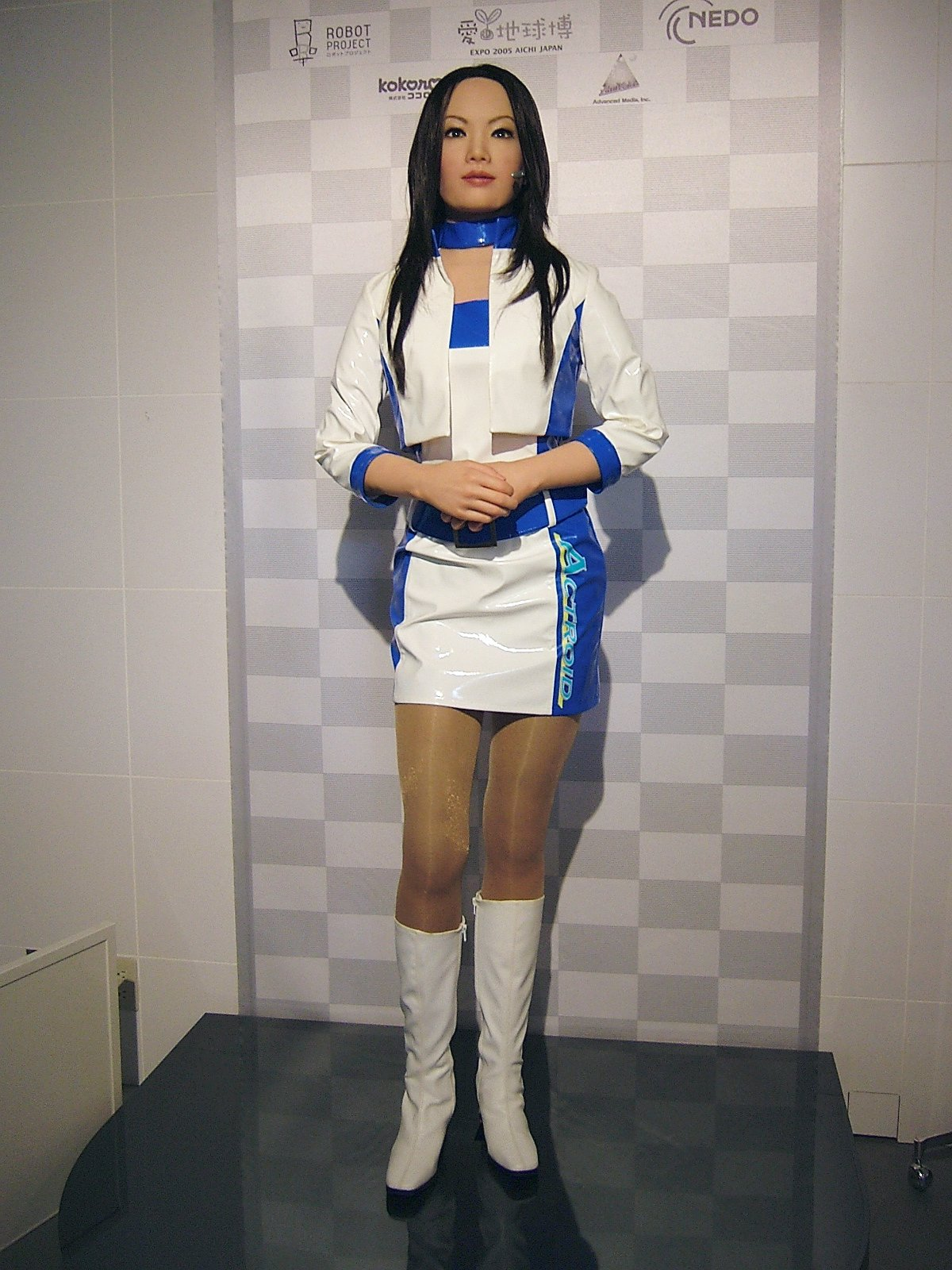
DER1 (2005), un actroïde d'accueil

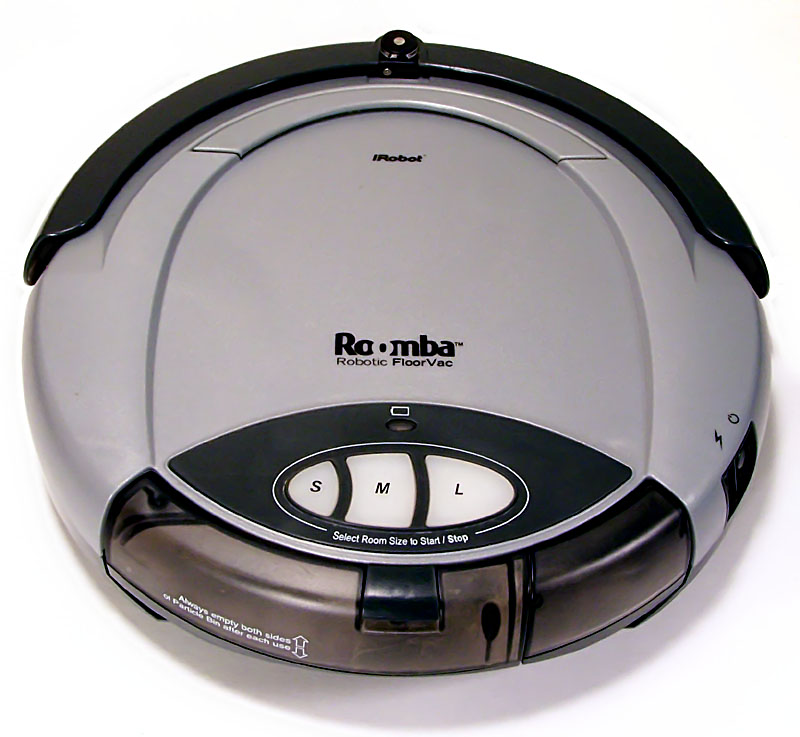
Roomba (2002), un robot ménager

Un robot est un dispositif mécatronique (alliant mécanique, électronique et informatique) conçu pour accomplir automatiquement des tâches imitant ou reproduisant, dans un domaine précis, des actions humaines. La conception de ces systèmes est l'objet d'une discipline scientifique, branche de l'automatisme nommée robotique.
Le terme robot apparaît pour la première fois dans la pièce de théâtre (science-fiction) R. U. R. (Rossum's Universal Robots), écrite en 1920 par l'auteur Karel Čapek. Le mot a été créé par son frère Josef à partir du mot tchèque « robota » qui signifie « travail, besogne, corvée ».
Les premiers robots industriels apparaissent, malgré leur coût élevé, au début des années 1970. Ils sont destinés à exécuter certaines tâches répétitives, éprouvantes ou toxiques pour un opérateur humain : peinture ou soudage des carrosseries automobiles. Aujourd'hui, l'évolution de l'électronique et de l'informatique permet de développer des robots plus précis, plus rapides ou avec une meilleure autonomie. Industriels, militaires ou spécialistes chirurgicaux rivalisent d'inventivité pour mettre au point des robots assistants les aidant dans la réalisation de tâches délicates ou dangereuses. Dans le même temps apparaissent des robots à usages domestiques : aspirateur, tondeuses, etc.
L'usage du terme « robot » s'est galvaudé pour prendre des sens plus larges : automate distributeur, dispositif électromécanique de forme humaine ou animale, logiciel servant d'adversaire sur les plateformes de jeu, bot informatique.

## Étymologie
Le terme robot est issu des langues slaves et formé à partir du radical rabot, rabota (работа en russe) qui signifie travail, corvée que l'on retrouve dans le mot Rab (раб), esclave en russe. Ce radical présent dans les autres langues slaves (ex. : travailleur = robotnik en polonais, работнік en biélorusse, pracovník en tchèque) provient de l'indo-européen *orbho- qui a également donné naissance au gotique arbais signifiant besoin, nécessité, lui-même source de l'allemand Arbeit, travail.
Il fut initialement utilisé par l’écrivain tchécoslovaque Karel Čapek dans sa pièce de théâtre R. U. R. (Rossum's Universal Robots), écrite en 1920. Cette pièce fut jouée pour la première fois en public au Théâtre national à Prague le 25 janvier 1921. Bien que Karel Čapek soit souvent considéré comme l’inventeur du mot, il a lui-même désigné son frère Josef, peintre et écrivain, comme étant l’inventeur réel du terme.
Ainsi certains assurent que le mot robot fut d’abord utilisé dans la courte pièce Opilec de Josef Čapek (The Drunkard), publiée dans la collection Lelio en 1917. Selon la Société des frères Čapek à Prague, ce serait néanmoins inexact. Le mot employé dans Opilec est automate, alors que c'est bien dans R.U.R. que le mot robot est apparu pour la première fois.
Alors que les « robots » de Karel Čapek étaient des humains organiques artificiels, le mot robot fut emprunté pour désigner des humains « mécaniques ». Le terme androïde peut signifier l’un ou l’autre, alors que le terme cyborg (« organisme cybernétique » ou « homme bionique ») désigne une créature faite de parties organiques et artificielles.
Quant au terme robotique, il fut introduit dans la littérature en 1942 par Isaac Asimov dans son livre Runaround. Il y énonce les « trois règles de la robotique » qui deviendront, par la suite, dans les œuvres de science-fiction les trois lois de la robotique.

## Composition d'un robot
Un robot est un assemblage complexe de pièces mécaniques, électromécaniques ou électroniques. L'ensemble est piloté par une unité centrale appelée « système embarqué » : une simple séquence d'automatisme, un logiciel informatique ou une intelligence artificielle suivant le degré de complexité des tâches à accomplir. Lorsque les robots autonomes sont mobiles, ils possèdent également une source d'énergie embarquée : généralement une batterie d'accumulateurs électriques ou un générateur électrique couplé à un moteur à essence pour les plus énergivores.

### Les capteurs
Les principales sortes de capteurs sont :
- Les sondeurs (ou télémètres) à ultrason ou Laser. Ces derniers sont à la base des scanners laser permettant à l'unité centrale du robot de prendre « conscience » de son environnement en 3D.
- Les caméras sont les yeux des robots. Il en faut au moins deux pour permettre la vision en trois dimensions. Le traitement automatique des images pour y détecter les formes, les objets, voire les visages, demande en général un traitement matériel car les microprocesseurs embarqués ne sont pas assez puissants pour le réaliser.
- Les roues codeuses permettent au robot se déplaçant sur roues, des mesures de déplacement précises en calculant les angles de rotation (information proprioceptive).

### Les circuits électroniques
Les microprocesseurs ou les microcontrôleurs sont des éléments essentiel du système de pilotage d'un robot. Ils permettent l'exécution de séquences d'instruction ou de logiciels commandant la réalisation d'actions ou de fonctions du robot. On trouve souvent, dans les robots de petite taille, des composants à très faible consommation électrique, car ils ne peuvent emporter que des sources d'énergie limitées.

### Les actionneurs
Les actionneurs les plus communs sont :
- des moteurs électriques rotatifs, qui sont fréquemment associés à des réducteurs mécaniques à engrenages.
- des vérins pneumatique, plus rarement hydraulique, alimentés par une pompe et permettant des actions toniques.

Un actionneur est le constituant d'un système mécanique (exemple : bras, patte, roue motrice…) réalisant une action motrice suivant un degré de liberté. Il anime les interfaces haptiques réalisant les actions de saisies d'objets dans les applications de télémanipulation.

### Adaptation à son environnement
(novembre 2020).
Une certaine capacité d'adaptation à un environnement inconnu peut, dans les systèmes semi-autonomes actuels, être assurée pourvu que l'inconnu reste relativement prévisible : l'exemple déjà opérationnel du robot aspirateur en est une bonne illustration : le logiciel qui pilote cet appareil est en mesure de réagir aux obstacles qui peuvent se rencontrer dans une habitation, de les contourner, de les mémoriser. Il sauvegarde le plan de l'appartement et peut le modifier en cas de besoin. Il retourne en fin de programme se connecter à son chargeur. Il doit donc fournir une réponse correcte au plus grand nombre possible de stimulations, qui sont autant de données entrées, non par un opérateur, mais par l'environnement.
L'autonomie suppose que le programme d'instructions prévoit la survenue de certains événements, puis la ou les réactions appropriées à ceux-ci. Lorsque l'aspirateur évite un buffet parce qu'il sait que le buffet est là, il exécute un programme intégrant ce buffet, par exemple les coordonnées X-Y de son emplacement. Si ce buffet est déplacé ou supprimé, le robot est capable de modifier son plan en conséquence et de traiter une zone du sol qu'il ne prenait pas en compte jusqu'alors.

## Historique

### Aux origines de la robotique
Les ancêtres des robots sont les automates.
Le premier automate est le pigeon volant d'Archytas de Tarente aux alentours de 400 av.J.-C. Un automate très évolué fut présenté par Jacques de Vaucanson en 1738 : il représentait un homme jouant d’un instrument de musique à vent. Jacques de Vaucanson créa également un automate représentant un canard mangeant et refoulant sa nourriture après ingestion de cette dernière.

### Les premiers robots
Unimate est le premier robot industriel créé. Il fut intégré aux lignes d'assemblage de General Motors en 1961.
En 1970, le robot lunaire Lunokhod 1, envoyé par l'Union soviétique, a voyagé sur une distance de 10 km et a transmis plus de 20 000 images.

### Le premier robot citoyen

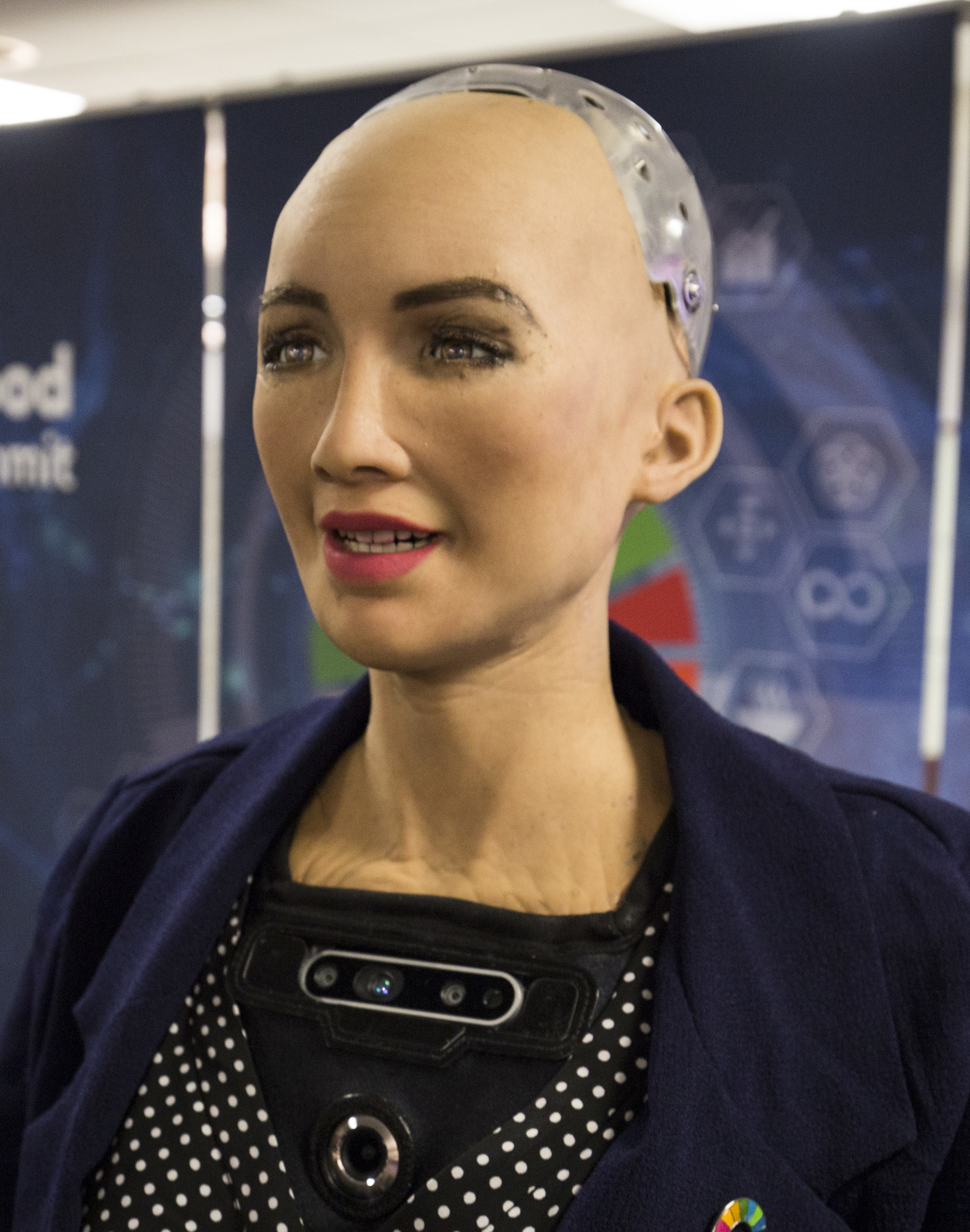
Le robot Sophia à l'Union Internationale des Télécommunications, Genève, 2018

Le 25 octobre 2017, Sophia est le premier robot à avoir une nationalité. Avec l'obtention de la nationalité saoudienne,, cela a suscité la controverse, car il n'est pas évident de savoir si cela implique que Sophia peut voter ou se marier, ou si un arrêt délibéré du système peut être considéré comme un meurtre.

## Usages
La robotique possède de nombreux domaines d'application. Des robots ont été installés dans les industries, ce qui permet de faire des tâches répétitives avec une précision constante. À la suite de l'évolution des techniques on retrouve des robots dans des secteurs de pointe tels que le spatial, la médecine et les armées, mais aussi, depuis les années 2000, dans l'agriculture et même chez les particuliers.
On utilise des robots de toutes tailles, depuis les robots industriels de plusieurs tonnes jusqu'à des robots de la taille d'un insecte.

## Dans la culture
L'image d'êtres automatisés est ancienne, des traces étant présentes dès l’Antiquité gréco-romaine. Pour autant, le sujet a largement évolué, allant du mythe de la création d'êtres humains par les hommes à la prise de pouvoir de ces êtres artificiels, et allant de l'utilisation des matériaux basiques (boue, morceaux humains) à l'utilisation des techniques et sciences modernes. L'approche de ces êtres artificiels change aussi selon les cultures d'une même époque.

### Dans l'Antiquité
Le mythe de Pygmalion racontait déjà dans l'Antiquité comment la statue Galatée devint vivante et s’affranchit de son créateur afin de partir à la conquête du monde des hommes, la « Fonostra ». Il ne s'agit toutefois pas d'un robot au sens propre du terme, puisque Galatée n'a pas été conçue pour être autonome. Son autonomie est le fruit de la volonté divine, et non de celle de son créateur ; elle ne dépend ni de l'intelligence de celui-ci, ni des mécanismes (inexistants) qui la composent.

### À la Renaissance
Le premier exemple d’un robot de forme humaine fut donné par Léonard de Vinci en 1495. Ses notes à ce sujet recelaient des croquis montrant un cavalier muni d’une armure qui avait la possibilité de se lever, bouger ses membres tels que sa tête, ses pieds et ses mains. Le plan était probablement basé sur ses recherches anatomiques compilées dans l’homme vitruvien. On ne sait pas s’il a tenté de construire ce robot.

### AuXIXesiècle

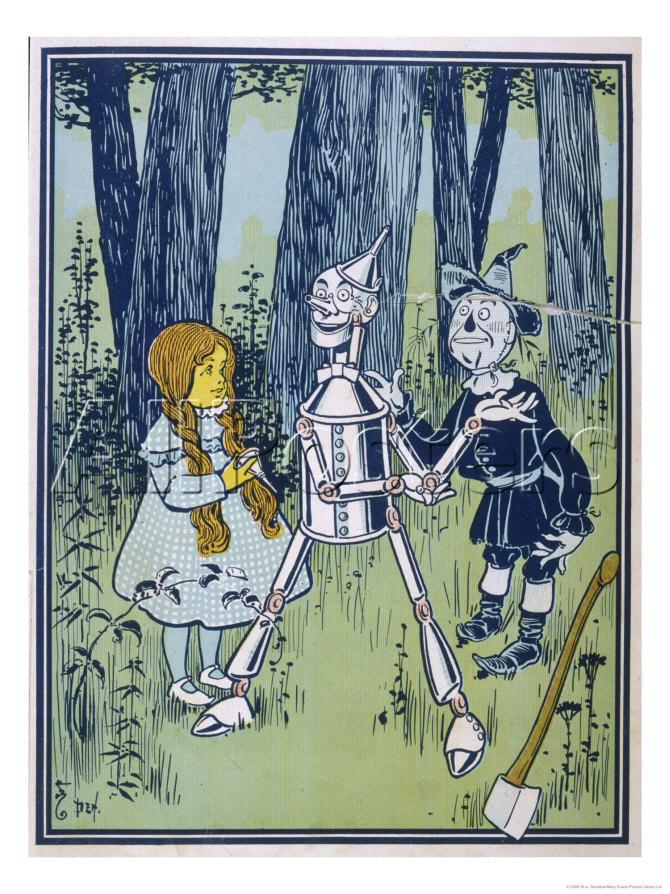
Illustration de W. W. Denslow pour Le Magicien d'Oz

Lorsque la technologie arriva au point où l’on put préfigurer des créatures mécaniques, les réponses littéraires au concept de robot suscitèrent la crainte que les humains soient remplacés par leurs propres créations.
Frankenstein (1818), parfois désigné comme le premier roman de science-fiction, est devenu un synonyme de ce thème. Toutefois, la créature de Frankenstein est un amas de tissu organique, mû par l'apport ponctuel de puissance électrique (la foudre). Le robot n'est pas encore apparu comme tel.
La nouvelle L'Homme épingle d'Hermann Mac Coolish Rotenberg Caistria (1809) raconte l’histoire d’un homme qui désirait se transformer en robot par amour pour sa machine à coudre, et Steam Man of the Prairies d’Edward S. Ellis (1865) exprime la fascination américaine de l’industrialisation. La littérature concernant la robotique connut des sommets notables avec l’Homme électrique de Luis Senarens en 1885.
En France, le roman L'Ève future de Villiers de L'isle-Adam en 1883 tourne autour de la figure moderne du robot : création métallique, mobile par électricité, et autonome. Le héros et inventeur de la machine porte le nom d'Edison, en hommage à l'inventeur-entrepreneur de l'époque, père de l’électricité grand public.
En 1900, la littérature enfantine et les illustrations de W.W. Denslow laissent apparaître dans Le_Magicien_d'Oz un bûcheron de fer-blanc comme un robot.

### AuXXesiècle

#### En littérature

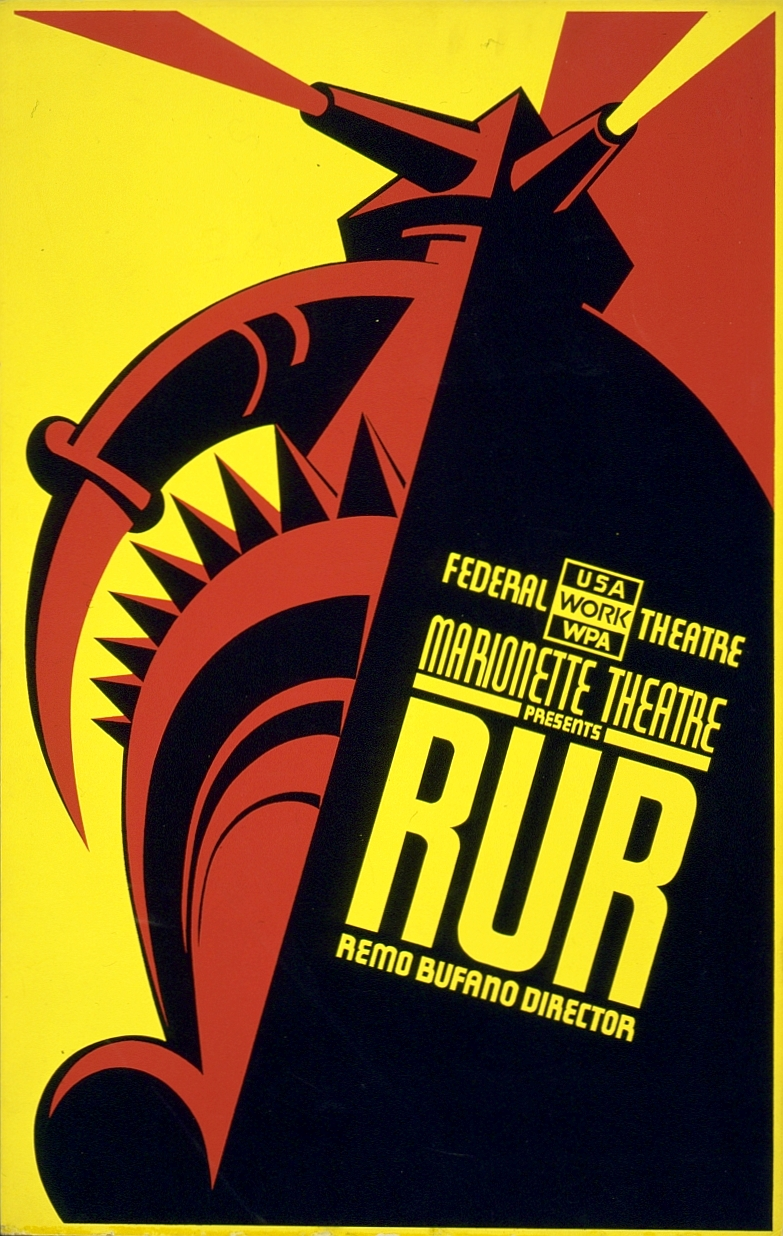
Affiche de R.U.R. de Karel Čapek

Le mot "robot" est créé par Karel Čapek, dans sa pièce de théâtre : R. U. R. (Rossum's Universal Robots), mise en scène à Prague en 1920. Dans une petite île, un industriel humain a créé une chaîne de montages d'où sortent des serviteurs de métal, pour être envoyés partout dans le monde. Les robots se révolteront, prenant le contrôle de leur chaîne de montage, et chercheront à construire toujours plus de robots.
Le thème prit donc une consonance économique et philosophique.
La littérature de science-fiction ou de bande dessinée autour du thème des robots est foisonnante. Un certain nombre d'auteurs (essentiellement de science-fiction, et parfois ayant une réelle connaissance scientifique du sujet tel Isaac Asimov) ont donné une place particulière aux robots dans leurs ouvrages. Isaac Asimov est le premier à utiliser le mot robotique en 1941. Dans ses nombreux romans où apparaissent des robots (regroupés dans Le Grand Livre des robots), il s'intéressa tout particulièrement à leur interaction avec la société et à la manière dont cette dernière les accepte. Certains de ces romans ont d'ailleurs fait l'objet d'une adaptation cinématographique. Exemples :
- Isaac Asimov (Qui est également l'inventeur de la notion de robotique avant même que cette science ne soit reconnue)
  - Les Robots, 1967 ((en) I, Robot, 1950), trad. Pierre Billon  (ISBN 978-2-290-34248-0, 2-290-31290-8, 2-277-13453-8 et 2-277-12453-2)
  - Un défilé de robots, 1967 ((en) The Rest of the Robots, 1964), trad. Pierre Billon  (ISBN 978-2-277-12542-6 et 2-290-31125-1)
  - Nous les robots, 1982 ((en) The Complete robot, 1982)  (ISBN 2-258-03291-1)
  - Le Robot qui rêvait, 1988 ((en) Robot Dreams, 1986), trad. France-Marie Watkins  (ISBN 978-2-277-22388-7 et 2-290-31715-2)
  - Les Cavernes d'acier, 1956 ((en) The Caves of Steel, 1953), trad. Jacques Brécard  (ISBN 978-2-277-12404-7 et 2-290-32794-8)
  - Face aux feux du soleil, 1961 ((en) The Naked Sun, 1956), trad. André-Yves Richard  (ISBN 978-2-277-12468-9 et 2-290-32794-8)
  - Les Robots de l'aube, 1984 ((en) Robots of Dawn, 1983), trad. France-Marie Watkins  (ISBN 2-290-33275-5)
  - Les Robots et l'Empire, 1986 ((en) Robots and Empire, 1985), trad. Jean-Paul Martin  (ISBN 978-2-277-21996-5, 2-277-21996-7 et 2-290-31116-2)
- Douglas Adams
  - Le Guide du voyageur galactique, 1982 ((en) The Hitchhiker's Guide to the Galaxy, 1979), trad. Jean Bonnefoy, avec Marvin, son robot dépressif  (ISBN 2-207-30340-3).
- Philip K. Dick avec Le Grand O, James P. Crow, Service avant achat, Au service du maître, L'Ancien Combattant, Le Canon, Autofab (présence d'I.A.), Nanny, La Fourmi électrique, Nouveau Modèle, L'Imposteur, Progéniture...
  - Les androïdes rêvent-ils de moutons électriques ?, 1976 ((en) Do Androids Dream of Electric Sheep ?, 1968), trad. Serge Quadruppani qui a inspiré le film Blade Runner  (ISBN 2-85184-066-5).
- Fredric Brown
  - Deuxième chance, dans le recueil Fantômes et Farfafouilles  (ISBN 2-207-30065-X).

- Stanislas Lem

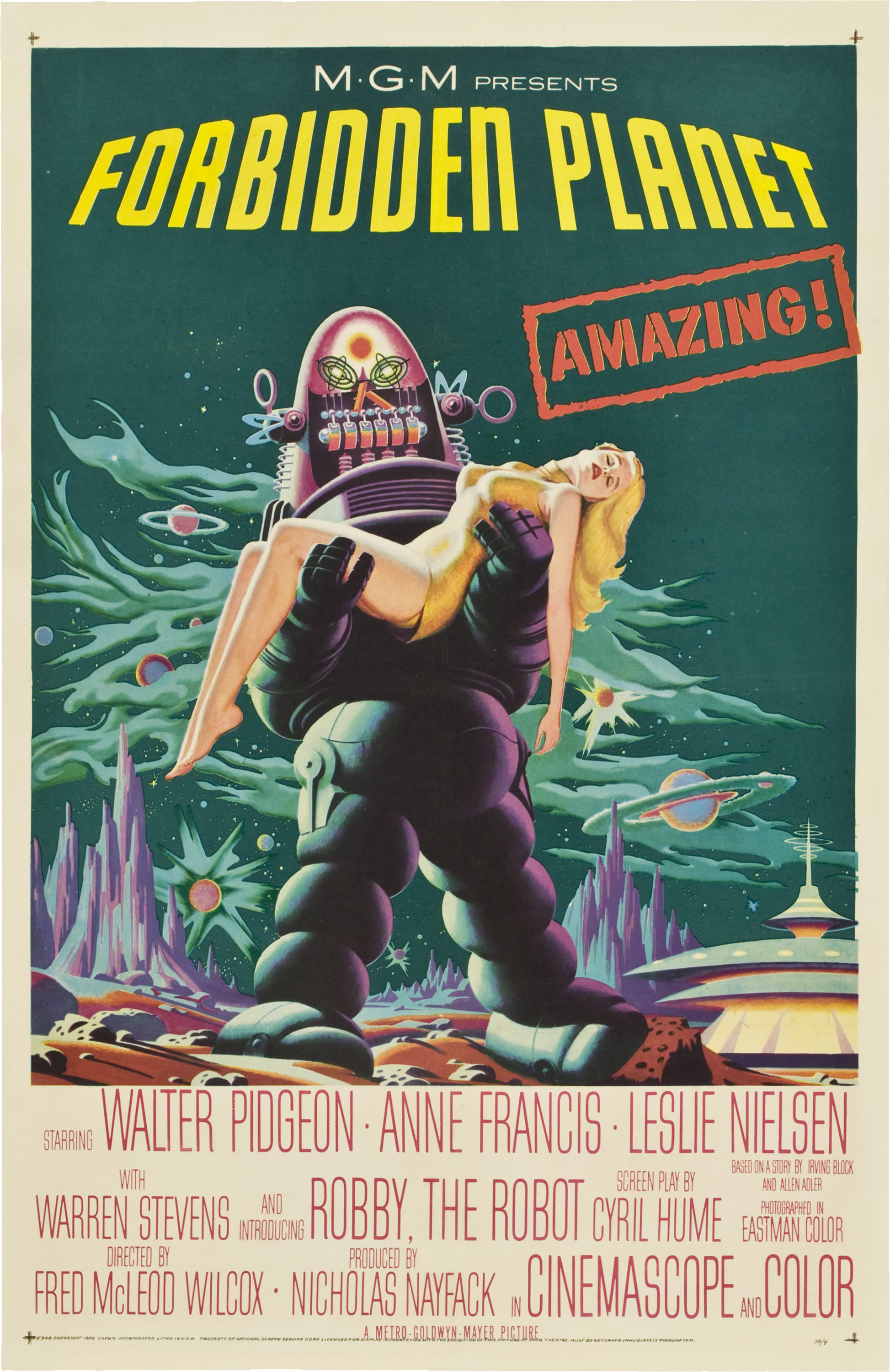
Robby le robot sur l'affiche de Planète interdite (1956)

  - Le Bréviaire des robots, Denoël, coll. Présence du futur n° 96, 1967 ((pl) , 1961), trad. Halina Sadowska  (ISBN 2-07-034105-4)
  - Contes inoxydables, Denoël, coll. Présence du futur n° 330, 1981 ((pl) Bajki robotów, 1964), trad. Dominique Sila  (ISBN 2-207-50330-5)
- Pierre Boulle
  - Le Parfait Robot, dans le recueil Contes de l'absurde  (ISBN 2-266-00609-6).
- Jean-Pierre Andrevon dans de nombreuses nouvelles.
- Enrico Grassani, Automi. Passato, presente e futuro di una nuova "specie", Editoriale Delfino, Milano 2017,  (ISBN 978-88-97323-66-2)

#### Au cinéma
En 1941, les studios d'animation Fleischer, dans leur série de courts métrages dédiée à Superman le font défendre la ville contre des robots volants, tels des drones dont les bras forment les ailes et le coup porte l'hélice, dans le second épisode intitulé The Mechanical Monsters (1941).

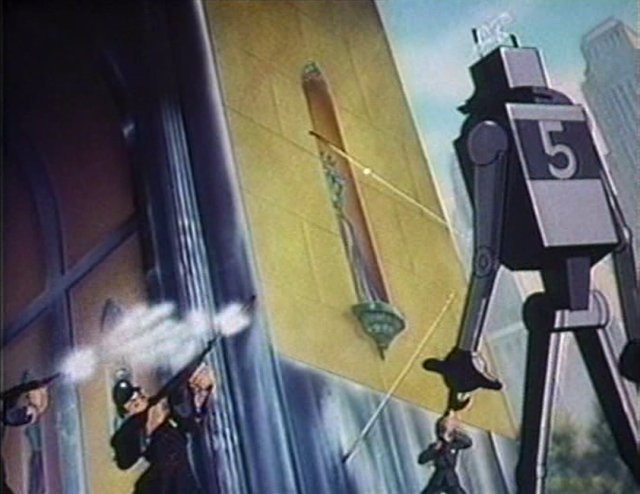
The Mechanical Monsters (1941) des Studios d'animation Fleischer

Les robots sont présents dans de nombreuses œuvres cinématographiques. Ces robots peuvent être des ennemis de l'Homme (par exemple dans Terminator), parfois trop intelligents pour rester des serviteurs (2001, l'Odyssée de l'espace, Blade Runner). Ces robots peuvent pourtant aussi être foncièrement bons, comme le sont R2-D2 et C-3PO dans Star Wars (1977), ou les robots de L'Homme bicentenaire et I, Robot (deux films adaptés de nouvelles d'Isaac Asimov).
Citons aussi le film classique Metropolis (1927). Mais également Short Circuit, Matrix (les sentinelles), WALL-E, Robots, Transformers.
Les protagonistes sont dans Robots.
Le cinéma facilite aussi, via des acteurs bien humain, la représentation des d'androïdes comme dans Enthiran, Ex machina (film) (femme androïde), A.I. Intelligence artificielle (David est un enfant androïde), Automatic (1995) où Olivier Gruner joue un androïde héroïque, Solo dans Le Guerrier d'acier ou encore la fillette androïde tueuse dans Megan (film) (2023).
- La robotique dans Robots (film, 1988) (en).
- Dans Runaway : L'Évadé du futur, il y a un futur avec des robots.
- Le robot géant dans L'uomo meccanico.
- Des robots sont présents comme le ED-209 dans RoboCop.
- Des robots deviennent incontrôlable dans Shopping.
- Dans Robosapien: Rebooted, un Robosapien est ami avec un enfant.
- Les courts métrage de robots dans Robot Carnival.
- Dans Evolver, des robots deviennent incontrôlables et attaquent des gens.
- Dans L'Amie mortelle, le robot tueur s'est réincarné dans le corps d'une jeune fille.
- Robby le robot du film Planète interdite.

#### Dans la culture populaire
Plusieurs séries télévisées comportent un certain nombre de robots ou d'androïdes. On peut ainsi citer les Réplicateurs de Stargate SG-1, les Cybermen de Doctor Who, les hubots de Real Humans (Äkta människor), ou encore les Cylons de Battlestar Galactica. Dans chaque univers, le robot a une place différente. Ainsi, les hubots de Real Humans ont découvert la notion de liberté de pensée et veulent s'affranchir des humains, tandis que les robots de la série Futurama vivent au sein même de leur société sans relation d'infériorité. La série Il était une fois... l'Espace en présente de nombreux, soit hostiles soit grandement utiles. Leur présence permet de réfléchir en profondeur sur le libre-arbitre et la volonté d'indépendance.
Ganbare!! Robocon (en) est une série culte japonaise autour des robots et Robot Detective (en) une autre série culte autour d'un androide détective. La thématique des androïdes, appelés « hôtes » (hosts) est centrale dans la série Westworld. Dans Le Maître des bots, il y a des robots intelligents comme des humains. En 2002, la série d'animation chinoise Zentrix fait combattre des robots artificiels et la série coréenne de 2001, Cubix, fait cohabiter des robots et des humains. En 2013, dans Mon robot et moi, des écoliers et des robots cohabitent à leur tour. Dans Anatane et les enfants d'Okura, les robots enlèvent des jeunes hommes masculins pour les zombifier ou les changer en criminel de guerre.
Dans la culture populaire, les robots sont souvent représentés comme des mécanismes démesurés et géants comme dans Goldorak, Mazinger Z, Gundam Wing ou encore Giant Robo (en).
Dans la culture manga et jeux vidéo, le sujet des robots est largement traité et de nombreux exemples tels que Astro, le petit robot, Dragon Ball Z, Medabots, Megaman, Sonic the hedgehog en témoignent. Les robots Faro sont des acteurs centraux dans le jeu vidéo Horizon Zero Dawn.
Dans le milieu artistique, depuis l'origine du principe, les robots sont des sources de réflexions et d'expérimentations. Par exemple, en 2004, Tom Michael créé une androïde nommée Tara the android, dotée de capacités de chant (chanson « I Feel Fantastic » publiée sur YouTube). Autres exemples d'artistes amateurs, le fermier Wu Yulu (en) créé des robots fait maison avec de la ferraille ou encore l'étudiant Maurya Shivam de Surat créé un robot fait maison qui tire un Rickshaw. L'inventeur Duan Shaojie créé un robot fait maison qui ressemble un soldat japonais (Armée impériale japonaise) de la Seconde Guerre mondiale et tire également un Rickshaw. Shalu Robot (en) est un robot a la forme de femme hindi qui répond en donnant des informations à un établissement scolaire.
La collection littéraire Chair de poule (collection) ayant été adaptée sur d'autres supports culturel, aborde le thème des robots dans La Punition de la mort avec des doubles robotiques.